# Industriens mænd
Industriens mænd er et gruppeportræt malet af P.S. Krøyer i 1903-1904. Maleriet blev udført på bestilling af ingeniøren og fabrikanten G.A. Hagemann og viser 53 mænd, der var knyttet enten til Danmarks industrialisering eller til ingeniørtekniske fremskridt i Danmark i anden halvdel af 1800-tallet.
Udvalget af personer på billedet er dog ikke repræsentativt, men viser snarere industrimænd i Hagemanns netværk. Således er der flere af tidens store fabrikanter, der ikke har fået plads her. Maleriet rummer også en overvægt af ingeniører, men er på den anden side heller ikke en gengivelse af en faglig sammenkomst. De afbildede personer er en gruppe ledende teknikere fra jern- og metalindustrien og den kemisk-tekniske industri samt mænd fra den offentlige forsynings domæne.

## Tilblivelse
Allerede i 1891 udkastede G.A. Hagemann en stor plan om, at den nyrestaurerede sal i Børsen skulle udsmykkes med fire malerier forestillende Landbrugets Mænd, Industriens Mænd, Søfartens Mænd og Handelens Mænd.
Planen blev aldrig fuldført, og Industriens Mænd blev udført i et format, der passede til Hagemanns lejlighed i Bredgade, men startskuddet var Krøyers billede Fra Københavns Børs (1895, Børsen). Børsbilledet blev Krøyers største arbejde rent arealmæssigt (254 x 409 cm) og indbragte maleren den store sum af 19.444 kr og 48 øre, idet en plads i forgrunden kostede de afbillede 500 kr, en mellemgrundsplads 300 og baggrunden 100 kr, mens grosserer S.W. Isberg fra handelshuset J.P. Suhr & Søn bidrog med 5.000 kr. Omtrent samtidig udførte Krøyer værket Et Møde i Videnskabernes Selskab (1897, Ny Carlsberg Glyptotek) af lignende karakter.
På gruppebilledet er de 53 forsamlet i det nyopførte Østre Elektricitetsværk ved Trianglen på Østerbro i København (indviet 1902). Ligesom i virkeligheden er G.A. Hagemann afbilledet temmelig lille og sammensunken i ryggen, hvilket skyldtes et tuberkuloseangreb som barn. Flere af personerne på billedet har tilknytning til kampen mod tuberkulosen, og mens Krøyer arbejdede på sin bestilling, løb Hagemann ihærdigt folk på dørene for at få det medicinske fakultet på Københavns Universitet til at virke for en indstilling af Niels Finsen til Nobelprisen i medicin, hvilket bar frugt. Flere af de afbildede industrifolk havde hjulpet Finsen med tekniske hjælpemidler, økonomiske tilskud eller anden hjælp i hans arbejde. I den centrale gruppe står blandt andet Ib Windfeld-Hansen (24), der uden beregning havde sørget for lokaler og elektricitet til Niels Finsens arbejde, og Valdemar Oldenburg (26), der i 1902 havde stiftet Landsforeningen for Tubekulosens bekæmpelse. Der er også blevet plads til ingeniøren Niels Mogensen (32), som var den første patient, Finsen helbredte for hudtuberkulose.
Hagemann var da på toppen af sin karriere og bl.a. direktør for Polyteknisk Læreanstalt. P.S. Krøyer fik 10.000 kr. for værket, hvilket svarede til otte års vederlag som direktør for Læreanstalten! De 10.000 kr. svarer til omtrentlig til 690.000 2018-kroner.
I og med, at billedet var bestemt til at hænge hjemme hos Hagemann og ikke på Børsen, kunne bestilleren tage sig større friheder med hensyn til indholdet. Han var således godt klar over, at billedet primært viste hans eget netværk gennem 40 års virke snarere end et ideelt billede af personer i dansk industri og erhvervsliv: "Valget lededes mere af mit personlige Forhold til Vedkommende end til noget stærkt Forsøg paa at skaffe en retfærdig Repræsentation af danske Industriledere." Til gengæld var mange af personerne på Krøyers billede drivende kræfter i udbredelsen af elektricitet, telefon, jernbane, gas og vandforsyning etc., hvad enten det foregik i privat (KTAS, Store Nordiske Telegrafselskab) eller offentligt regi (DSB, Københavns Kommune). Billedet er ikke en gengivelse af en sammenkomst i Dansk Ingeniørforening, for kun 37 af de 53 herrer var på dette tidspunkt medlem af foreningen.
Efter mæcenen Hagemanns død i 1916 blev det store billede engang i 1930'erne placeret på G.A. Hagemanns Kollegium, der også rummede andre hovedværker i dansk kunst. Industriens Mænd blev i 1958 erhvervet for 20.000 kr. af Frederiksborgmuseet, hvor det nu befinder sig.
Senere dukkede en scrapbog op, som Hagemann havde samlet med information om værkets tilblivelse. Nogle vinteraftener i 1906 havde han brugt til at formulere maleriets historie. Scrapbogen rummer fotografier af maleriet samt korrespondancen mellem ham selv, Krøyer og de mange portrætterede personer. Hagemann skriver, at bogen bør følge maleriet, "hvor det end havner i Verden." Det gjorde den dog ikke, men kom sammen med Alexander Foss' arkiv i Rigsarkivet.

## Krøyers arbejdsproces
I februar 1903 udfærdigede Hagemann en liste over personer og grupper, der skulle inkluderes i billedet, og Krøyer skitserede modellernes placering i elværkets maskinhal. Krøyer udtrykkede sin begejstring for opgaven over for både Hagemann og i breve til hans største mæcen, tobaksfabrikant Heinrich Hirschsprung og frue: "Jeg arbejder nu med fuld Kraft paa det store Billede i mit Atelier, efter at have faaet mit Studie gjort færdigt paa selve Elektricitetsværket. Det elektriske Lys kommer mig nu til praktisk Nytte – foruden Fornøjelsen jeg har haft." Senere skrev han: "Jeg er i et Arbejdshumør som ingensinde. Jeg morer mig ikke blot over at male disse Mennesker, men tillige over at være sammen med dem, tale med dem, høre dem tale om alt mellem Himmel og Jord."
Ifølge Hagemanns optegnelser udførte Krøyer en penneskitse, to pastelskitser på karton og en skitse i olie før det egentlige maleri. Penneskitsen blev væk, endnu mens maleriet var undervejs, og den ene pastel tilhører Ingeniørforeningen i Danmark. Den anden pastel og den lille olieskitse har ikke tidligere været kendt, men pastellen dukkede i august 1995 op på Bruun Rasmussen Kunstauktioner og blev købt af Nesa A/S. Olieskitsen er i privateje.
Krøyer indkaldte på skift de 53 personer på billedet. Første gang skulle de møde enkeltvis på elektricitetsværket, og derefter hver et par gange i hans atelier. Indkaldelserne lød til klokken to og fire, men mest til klokken fem. Krøyer undskyldte på forhånd, hvis det sene tidspunkt skulle kollidere med aftensmaden, men lovede at sceancerne ville blive korte. "Jeg er jo berømt som hurtigmaler".
Arbejdet med gruppebilledet gik strålende indtil sommeren 1903, da Krøyer blev alvorligt syg. Først i december 1904 kunne han lægge sidste hånd på værket. I foråret 1905 vides det, at maleriet er signeret og vises frem for offentligheden første gang.

## Anmeldelse
I 1972 omtalte Palle Lauring maleriet i sin bog om historiemalerier, Billeder af Danmarks historie med blandt andet disse ord: "Billedet af Østerbros Elektricitetsværk 1902 leger med vindueslys og elektriske lamper og blankt metal og høje hatte, for værket har besøg. (...) Den meget krævende maleriske opgave gir en parade af, hvad der var førende i dansk teknik og industri. Men som alle de store bestilte gruppebilleder er det for overlæsset til at være helt spændende.".

## Personerne på maleriet
Forkortelser:
- PL = Polyteknisk Læreanstalt
- DI = Dansk Ingeniørforening

Nøgle til personerne på maleriet
1. G. Faye (1846-1917), cand.pharm., bestyrer af Nakskov Sukkerfabrik.
2. G.A. Hagemann (1842-1916), cand.polyt., industriel iværksætter, især inden for kryolit- og sukkerfabrikation. Formand for B&W's bestyrelse. Direktør for PL 1902. Medstifter af DI, formand 1895-98.
3. Ivar Knudsen (1861-1920), cand.polyt., maskindirektør i B&W. Medlem af DI's bestyrelse 1898-1901.
4. Holger Christian Valdemar Møller (1854-1943), ingeniør, borgerrepræsentant, havnebygmester, havnedirektør 1914-17 og havneborgmester i Københavns Kommune fra 1917 til 1925.
5. O.E. Jørgensen (1875-1949), cand.polyt., overingeniør i B&W's maskinafdeling.
6. Frands Øllgaard (1856-1911), cand.polyt., direktør i Københavns Vandforsyning.
7. N.C. Monberg (1856-1930), murer, entreprenør, minister for offentlige arbejder i regeringen Liebe (1920). §5-medlem af DI og medlem af bestyrelsen 1902-11.
8. Aage Rasmussen (1855-1932), søofficer, engelsk uddannet maskiningeniør. Chef for Orlogsværftets ingeniørskole.
9. C.F. Jarl (1872-1951), søn af Vilhelm Jørgensen (også på billedet), cand.polyt. Senere direktør for Øresund's chemiske Fabriker. Senere medlem af DI's bestyrelse.
10. I.W. Tegner (1832-1909), ingeniørofficer. Generaldirektør for DSB. Første formand i DI 1892-95.
11. Carl Jacobsen (1842-1914), studerede ved PL. Direktør for Ny Carlsberg.
12. Knud C.J. Nielsen (1845-1909), søofficer. Direktør for Orlogsværftets skibsbygning og maskinvæsen. Administrerende direktør for B&W.
13. H.I. Hannover (1861-1937), cand.polyt., professor ved PL. Æresmedlem af DI - siden direktør for Polyteknisk læreanstalt.
14. Carl Hentzen (1863-1937), cand.polyt. Overingeniør ved Københavns Belysningsvæsen.
15. C.K. Øllgaard (1841-1915), cand.polyt. Havneingeniør, teknikborgmester i København.
16. C.V. Slomann (1853-1919), uddannet til belysningsingeniør i Zürich. Christiansholms Fabrikker. Ballin & Hertz. Borgerrepræsentant i København.
17. Søren Winkel (1841-1921), cand.polyt. Assistent ved kryolitbruddet i Ivigtut.
18. J.J. Voltelen (1851-1928), cand.polyt. Bestyrer af en sukkerfabrik i Vestindien, derefter af Stege Sukkerfabrik. Medstifter af DI.
19. Johan O.V. Irminger (1848-1939), partiel ingeniøreksamen fra PL. Gasværksingeniør.
20. Hans Bekkevold (1837-1905), brygmester på Tuborgs Fabrikker fra 1873.
21. Ch. H. Reynolds, engelsk skibsbygningsingeniør, direktør i B&W 1902-04.
22. Julius Thomsen (1826-1909), cand.polyt. Professor ved universitetet. Direktør for PL 1883-1901. Startede Øresund's chemiske Fabriker.
23. Sophus Mads Jørgensen (1837-1914), den første magister i kemi ved universitetet. Bestyrer af PL's kemiske laboratorium. Professor ved universitetet. Formand for Carlsberg Laboratorium.
24. Ib Windfeld-Hansen (1845-1926), cand.polyt. Havne- og gasværksingeniør. Belysningsdirektør i Københavns Belysningsvæsen. Den første docent i elektronik ved PL 1896-1909. Formand for DI 1910-13.
25. Emil Christian Hansen (1842-1909), maler, lærer, gennemgik lærerkursus ved PL. Dr.phil., gæringsgfysiolog, forstander for Carlsberg Laboratorium.
26. Valdemar Oldenburg (1834-1918), cand.jur. Auditør, byfoged, dommer, overpræsident i København.
27. Niels Steenberg (1839–1915), cand.polyt. Fabrikbestyrer. Professor i teknisk kemi ved PL. Formand for DI 1907-10.
28. Charles Ambt (1847-1919), cand.polyt., ansat ved Københavns havne- og vejvæsen og stadsingeniør. Generaldirektør for DSB. Lærer i kloakering ved PL. Formand for DI 1901-04.
29. Philip Schou (1838-1922), cand.polyt. Ejer og leder af Aluminia og Den kongelige Porcelainsfabrik. Udmeldt af DI 1912.
30. Edouard Suenson, 1842-1921, søofficer. Adm. direktør for Det Store Nordiske Telegrafselskab.
31. Vilhelm Jørgensen (1844-1925), cand.polyt. Leder af Øresund's chemiske Fabriker.
32. Niels Mogensen (1848-1916), jernstøber, fabrikant, ingeniør.
33. Otto Busse (1850-1933), ingeniøruddannelse i Chemnitz. Maskinchef i DSB.
34. Alexander Foss (1858-1925), cand.polyt. Medejer af F.L. Smidth & Co. Organisationsmand, konservativ politiker. Formand for DI 1904-07.
35. William Millinge (1853-1921), cand.polyt. Overkemiker og teknisk direktør for Hagemanns sukkerfabrikker.
36. S.A. van der Aa Kühle (1839-1915), cand.polyt. Fabrikbestyrer. Professor i teknisk kemi ved PL. Formand for DI 1907-10.
37. Fritz Holm (1831-1922), cand.polyt. Teknisk bestyrer af Bing & Grøndahl og teknisk leder af Den kongelige Porcelainsfabrik.
38. S.A. Faber (1867-1937), 1. del fra PL og engelsk uddannelse som elektroing. Elektrificerede De kjøbenhavnske Sporveje. Senere medlem af DI's bestyrelse.
39. Povl Bentzon (1858-1943), cand.polyt. Landinspektør i København og amtsvandinspektør. Ledende landinspektør ved DSB. Medstifter af DI, æresmedlem 1942.
40. Valdemar Poulsen (1869-1942), maskinlærling, ansat ved KTAS, opfinder. Dr.tech. h. c..
41. Arnold Krog (1856-1931), arkitekt, kunstnerisk leder af Den kongelige Porcelainsfabrik.
42. Albert Theilgaard (1877-1936), cand.polyt. Som student i Ivigtut, 1903 direktør for Dansk Afvulkaniseringsfabrik i Køge.
43. C.A. Olesen (1845-1920), cand.pharm. Leder af spritfabrikken i Aalborg og af De danske Spritfabrikker.
44. Alfred Benzon (1855-1932), cand.pharm., studerede kemi ved PL. Apoteker, medicinalvarefabrikant. Formand for De forenede Bryggerier.
45. Jens Lange (1861-1922), uddannet i Tyskland og England. Direktør for De forenede Jernstøberier.
46. Alfred Hertz (1871-1939), cand.polyt. Teknisk direktør for Hertz Garveri & Skotøjsfabrik, senere Ballin & Hertz.
47. Ove Munck (1873-1948), cand.polyt. Ingeniør ved B&W, senere ved DSB. Medlem af bestyrelsen af DI.
48. E. Pontoppidan (1848-1926), cand.polyt. Inspektør ved Holmegaard Glasværk. Censor i teknisk kemi ved PL.
49. Oscar Engholm (1871-1951), cand.polyt. Fra 1902 bestyrer af Østre Elektricitetsværk.
50. Fritz Johannsen, 1855-1934, cand.polyt. Jernbane-, vej- og havneingeniør. Direktør for KTAS 1903. Formand for DI 1916-20.
51. S.C. Hauberg (1848-1920), stud.polyt., maskinfabrikant. Direktør for Titan.
52. A.B. Reck (1850-1927), officer, opvarmningstekniker.
53. Harald Bing (1848-1924), studerede kemi ved PL og keramik i Limoges. Ejer af Bing & Grøndahl. Formand for Kunstindustrimuseet 1898-1908.